# Traktat berliński (1921)
Traktat berliński – odrębny traktat pokojowy podpisany 25 sierpnia 1921 roku przez Stany Zjednoczone oraz pokonane w I wojnie światowej Niemcy. Podpisanie odrębnego traktatu było spowodowane odrzuceniem przez Senat Stanów Zjednoczonych przepisów traktatu wersalskiego z roku 1919 dotyczących Ligi Narodów. USA odmówiły bowiem przystąpienia do Ligi i poddania się jej jurysdykcji, zaś statut Ligi był integralną częścią traktatu wersalskiego. Równocześnie zawarły osobne układy pokojowe z Austrią (Wiedeń 24 sierpnia 1921) i Węgrami (Budapeszt 29 sierpnia 1921).